# فيراري SF71H
سيارة Ferrari SF71H هي سيارة سباق فورمولا 1 تمت عملية تصميمها وتصنيعها بواسطة Scuderia Ferrari وتم تجهيزها بهدف دخول المنافسة بقوة في بطولة FIA Formula One World Championship 2018 . هيكل السيارة مصمم من قبل Mattia Binotto و Simone Resta و Enrico Cardile و David Sanchez مع Corrado Iotti الذي يقود تصميم مجموعة نقل الحركة. كان يقود السيارة سيباستيان فيتيل وكيمي رايكونن،  وظهرت لأول مرة في سباق الجائزة الكبرى الأسترالي 2018 .
وحفاظا على تقاليده في تسمية السيارات، أطلق فيتيل على سيارته SF71H اسم «لوريا».

## كسوة
عندما قام Santander بانهاء عقد رعايته، بدأت السيارات تتميز بالطلاء باللون الأبيض الصغير جدًا، على غرار الزخرفة المستخدمة في سيارات 2007 و 2008 و 2009 . في سباق الجائزة الكبرى الياباني، قدمت فيراري لونا جديدا يحمل شعار Mission Winnow ، وهو عرض ترويجي مشترك مع الراعي الرئيسي Philip Morris International .

## التصميم والتطوير
تتميز سيارة SF71H بامتلكاها لقاعدة عجلات أطول من السيارة السابقة، SF70H ، ونظام تبريد معدل. قامت شركة فيراري بتغيير جذري في الفلسفة المتعقلة بتحريك هيكل الاصطدام خارج الأجنحة الجانبية، مما أدى إلى إنشاء صفيف معقد للألواح الخشبية وتكوين مداخل جانبية، حتى بما في ذلك الجنيحات على مرايا الرؤية الخلفية. تنزل زعنفة سمكة قرش صغيرة أسفل غطاء المحرك وتدعم جناحًا على شكل حرف T منخفض فوق العادم وتمتد تقريبًا على كامل عرض الجناح الخلفي. جاء أحد أهم تحديثات الموسم في سباق الجائزة الكبرى الإسباني، حيث غيرت فيراري طريقة تركيب المرايا، وتحولت من الوضع «القياسي» إلى وضعها على هالو. فيراري قامت أيضا باضافة جناح اضافي بجانب كل مراة، لكن الاتحاد الدولي للسيارات اعتبر أن ذلك التغيير مناف للقوانين الخاصة بهم، على الرغم من مزاعم الفريق بأنهم كانوا يهدفون إلى دعم المرايا. لذلك، تمت إزالتهم في السباق التالي في موناكو.
بعد التفوق الكبير ل مرسيدس في تجارب الأداء على سنغافورة، وسنغافورة، وروسيا واليابان غراند بريكس، قامت فيراري بالتنازل عن بعض التغييرات التي قاموا بها في سباق الجائزة الكبرى بالولايات المتحدة، مما سمح لهم بالتنافس مع مرسيدس وضربهم مرة أخرى.

## تاريخ السباق

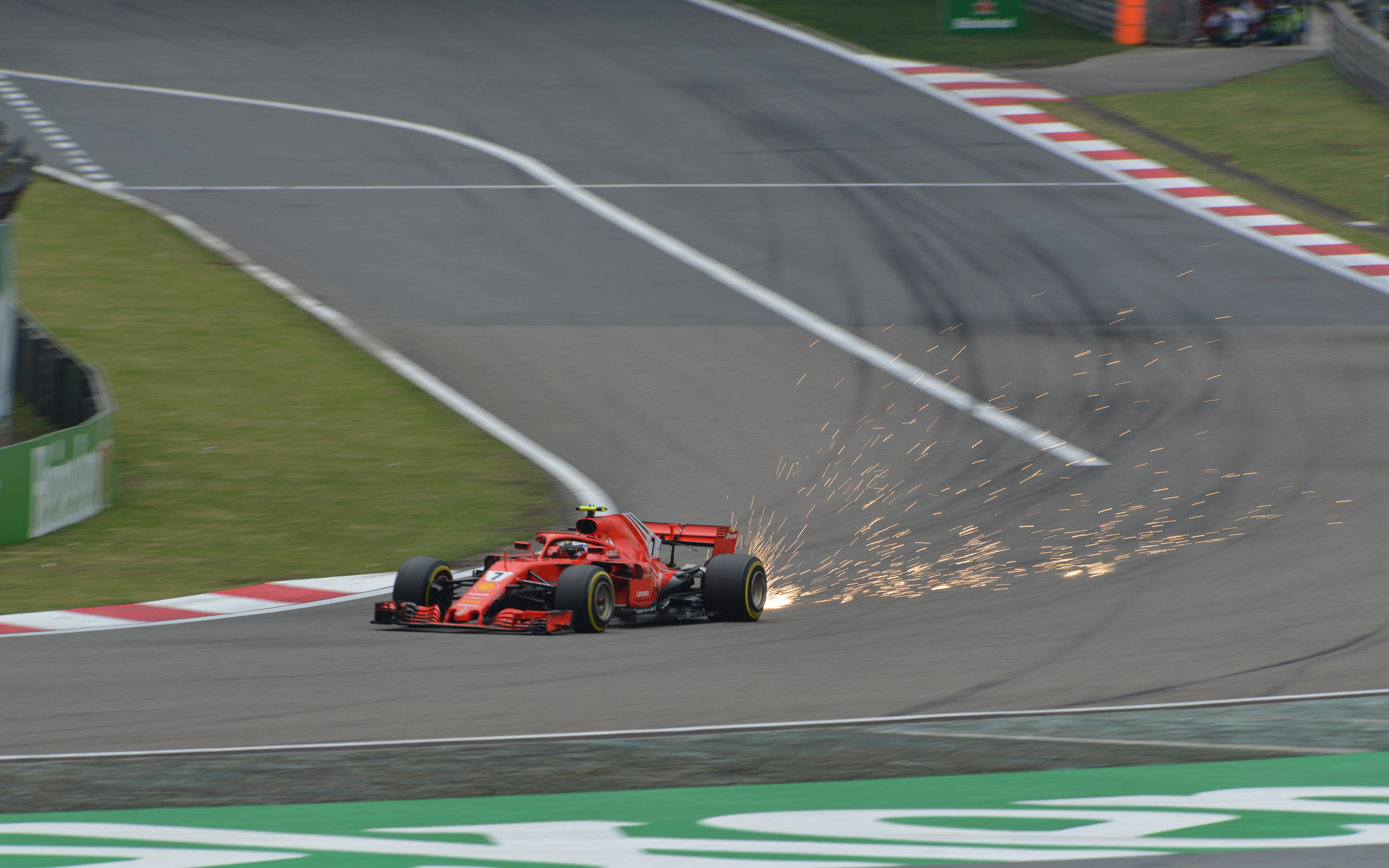
تصفيات سباق الجائزة الكبرى الصيني 2018

حققت سيارة SF71H انتصارين في سباقات الجائزة الكبرى الافتتاحي الثلاثة، ونجحت أيضا في تسجيل رقمين قياسيين فريدين من نوعهما في حلبة البحرين الدولية وحلبة شنغهاي الدولية أثناء التأهل من خلال احتلال المركز الأول. وهكذا في هذه السباقات الثلاثة، ظهرت السيارة بشكل رائع وحققت معدل سرعة أعلى فاق المنافس مرسيدس AMG F1 W09 EQ Power + . اعتبارًا من نهاية بطولة 2018، أصبحت SF71H أكثر سيارات فيراري نجاحًا في عصر المحركات الهجينة (2014 إلى الوقت الحاضر)، حيث سجلت 6 انتصارات (5 من Vettel ، 1 لـ Räikkönen) و 24 منصة، متجاوزة سابقتها، SF70H ، التي حققت 5 انتصارات و 20 منصة في نهاية موسم 2017 .

## ميراث
قبل انطلاق سباق الجائزة الكبرى البلجيكي لعام 2020 ، كان محرك SF71H بقيادة سيباستيان فيتيل يحمل الرقم القياسي لأسرع لفة والتي نجح في تحقيقها في حلبة سبا فرانكورشان متفوقًا على نيل جاني في سيارة بورش 919 إيفو في مفاجأة للجميع بما في ذلك مكاتب المراهنات. الرقم القياسي لـ SF71H تم تحطيمه من قبل سيارة مرسيدس F1 W11 . حتى سباق الجائزة الكبرى الإيطالي لعام 2020 ، كان محرك SF71H بقيادة كيمي رايكونن يحمل الرقم القياسي في اللفة في أوتودرومو ناسيونالي دي مونزا، متفوقًا على خوان بابلو مونتويا في ويليامز FW26 وحققت سرعة بلغت 263.587 كيلومتر في الساعة (163.785 ميل/س) . هذا الرقم القياسي تم تخطيه أيضا من قبل سيارة مرسيدس F1 W11 التي حققت سرعة قصوى تقدر ب 264.363 كيلومتر في الساعة (164.268 ميل/س) .

## نتائج فورمولا 1 كاملة
(مفتاح) (النتائج بالخط العريض تشير إلى موضع القطب؛ النتائج بخط مائل تشير اللفة التي سجلت أسرع لفة)
| سنة  | مشترك           | محرك           | الإطارات | السائقين        | جراند بريكس | جراند بريكس | جراند بريكس | جراند بريكس | جراند بريكس | جراند بريكس | جراند بريكس | جراند بريكس | جراند بريكس | جراند بريكس | جراند بريكس | جراند بريكس | جراند بريكس | جراند بريكس | جراند بريكس | جراند بريكس | جراند بريكس | جراند بريكس                | جراند بريكس | جراند بريكس | جراند بريكس | نقاط |        |
| سنة  | مشترك           | محرك           | الإطارات | السائقين        | أستراليا    | BHR         | CHN         | AZE         | ESP         | MON         | يستطيع      | FRA         | AUT         | GBR         | جير         | هون         | BEL         | ITA         | خطيئة       | روس         | JPN         | الولايات المتحدة الأمريكية | المكسيك     | BRA         | ABU         | نقاط |        |
| ---- | --------------- | -------------- | -------- | --------------- | ----------- | ----------- | ----------- | ----------- | ----------- | ----------- | ----------- | ----------- | ----------- | ----------- | ----------- | ----------- | ----------- | ----------- | ----------- | ----------- | ----------- | -------------------------- | ----------- | ----------- | ----------- | ---- | ------ |
| 2018 | سكوديريا فيراري | فيراري 062 EVO | P        | كيمي رايكونن    | 3           | متقاعد      | 3           | 2           | متقاعد      | 4           | 6           | 3           | 2           | 3           | 3           | 3           | متقاعد      | 2           | 5           | 4           | 5           | 1                          | 3           | 3           | متقاعد      | 571  | الثاني |
| 2018 | سكوديريا فيراري | فيراري 062 EVO | P        | سيباستيان فيتيل | 1           | 1           | 8           | 4           | 4           | 2           | 1           | 5           | 3           | 1           | متقاعد      | 2           | 1           | 4           | 3           | 3           | 6           | 4                          | 2           | 6           | 2           | 571  | الثاني |

1. ↑  "Ferrari F1 2018, ecco la SF71H, Arrivabene: «Un pezzo d'eccellenza del made in Italy»". كوريري ديلا سيرا (بالإيطالية). 22 Feb 2018. Archived from the original on 2021-10-31. Retrieved 2018-03-20.
2. ↑  Mitchell، Scott (12 نوفمبر 2017). "Pirelli to introduce new softest-compound pink-walled F1 tyre in '18". مجلة أوتوسبورت. Motorsport Network. مؤرشف من الأصل في 2017-11-13.
3. ↑  "2018 F1 Entry List". الاتحاد الدولي للسيارات. 1 فبراير 2018. مؤرشف من الأصل في 2018-02-01.
4. ↑  Collantine, Keith (4 Oct 2018). "Ferrari reveals new 'Mission Winnow' livery in Japan" (بالإنجليزية). Archived from the original on 2022-06-12. Retrieved 2018-10-31.
5. ↑  Coch، Mat (23 فبراير 2018). "Ferrari reveals SF71H 2018 Formula 1 entry". Speedcafe. مؤرشف من الأصل في 2021-06-23. اطلع عليه بتاريخ 2018-02-23.
6. ↑  Noble, Jonathan (23 May 2018). "Ferrari F1 team changes halo mirrors for Monaco after FIA ruling". Autosport.com (بالإنجليزية). Archived from the original on 2020-11-12. Retrieved 2018-10-31.
7. ↑  Nobkle, Jonathan (20 Oct 2018). "Vettel: Ferrari boosted by ditching recent upgrades" (بالإنجليزية). Archived from the original on 2022-06-12. Retrieved 2018-10-31.
8. ↑  Baldwin، Alan (14 أبريل 2018). "Hamilton questions whether Mercedes can challenge Ferrari". reuters.com. مؤرشف من الأصل في 2021-03-08. اطلع عليه بتاريخ 2018-10-31.
9. ↑  marcoiraqbet (11 Oct 2019). "Betfinal Casino Review | Analysis & Rating - IraqBet" (بالإنجليزية البريطانية). Archived from the original on 2022-07-27. Retrieved 2022-08-17.
10. ↑  Mitchell، Scott. "Sebastian Vettel's Belgian GP qualifying lap beats Porsche record". Autosport.com. مؤرشف من الأصل في 2020-11-09. اطلع عليه بتاريخ 2020-07-29.
11. ↑  "Move Over Montoya: Raikkonen breaks record for fastest lap in F1 history". www.formula1.com. مؤرشف من الأصل في 2022-06-15. اطلع عليه بتاريخ 2020-07-29.
12. ↑  "Statistics Drivers - Misc - Fastests qualifications". www.statsf1.com. اطلع عليه بتاريخ 2021-02-10.{{استشهاد ويب}}:  صيانة الاستشهاد: url-status (link)